# キントレ
『キントレ』（キントレ）は、日本テレビで2023年7月1日から毎週土曜日 13:30 - 14:30（JST）に放送の新経済バラエティ番組である。King & Princeの冠番組でもある。

## 概要
物価の高騰や円安など、お金にまつわる不安が多い近年、King & Princeをはじめとした出演者がお金の感覚や知識を体を張って学ぶ「体当たり経済バラエティ」。キンプリのメンバー脱退に伴って終了した『King & Princeる。』の事実上の後継番組。

## 出演者
MC
- King & Prince
  - 永瀬廉
  - 髙橋海人
- 劇団ひとり
- 山崎弘也 （アンタッチャブル）

## 放送リスト

### 2023年
| 回 | 放送日   | ゲスト                                     |
| -- | -------- | ------------------------------------------ |
| 1  | 7月1日   | 櫻井翔（嵐）、中条あやみ                   |
| 2  | 7月8日   | あの、王林、神田愛花、羽鳥慎一             |
| 3  | 7月15日  | 島崎和歌子、松本まりか                     |
| 4  | 7月22日  | 玉森裕太（Kis-My-Ft2）、藤本美貴           |
| 5  | 7月29日  | 中岡創一（ロッチ）、あの                   |
| 6  | 8月5日   | なにわ男子（高橋恭平・長尾謙杜）           |
| 7  | 8月12日  | 蓮佛美沙子、川田裕美                       |
| 8  | 8月19日  | 大泉洋、やす子                             |
| 9  | 8月26日  | IKKO、鷲見玲奈                             |
| 10 | 9月2日   | 梅沢富美男、朝日奈央                       |
| 11 | 9月16日  | あの、SHELLY                               |
| 12 | 9月23日  | 勝村政信、王林                             |
| 13 | 9月30日  | あの、村上佳菜子                           |
| 14 | 10月7日  | 吉村崇（平成ノブシコブシ）、貫地谷しほり   |
| 15 | 10月21日 | 森泉、八嶋智人                             |
| 16 | 10月28日 | 北村匠海、あの                             |
| 17 | 11月4日  | ヒコロヒー、ファーストサマーウイカ         |
| 18 | 11月11日 | 池田美優、近藤春菜（ハリセンボン）         |
| 19 | 11月18日 | 王林、本田望結                             |
| 20 | 11月25日 | やす子、高橋克実                           |
| 21 | 12月2日  | 井上芳雄、光石研                           |
| 22 | 12月9日  | IKKO、丸山桂里奈                           |
| 23 | 12月16日 | 戸塚純貴、新川優愛                         |
| 24 | 12月23日 | なし（レギュラーメンバーのみでのロケ企画） |

### 2024年
| 回 | 放送日   | ゲスト                                                                                             |
| -- | -------- | -------------------------------------------------------------------------------------------------- |
| 25 | 1月13日  | スタジオゲスト：福田充徳（チュートリアル)、丸山桂里奈 ロケゲスト：浜口京子                         |
| 26 | 1月20日  | 門脇麦、朝日奈央                                                                                   |
| 27 | 1月27日  | 加藤諒、村山輝星                                                                                   |
| 28 | 2月3日   | 土屋太鳳、イワクラ（蛙亭）                                                                         |
| 29 | 2月10日  | ニューヨーク（嶋佐和也・屋敷裕政）、谷まりあ                                                       |
| 30 | 2月24日  | 志尊淳、森香澄                                                                                     |
| 31 | 3月2日   | 須賀健太、富田望生、水谷隼                                                                         |
| 32 | 3月9日   | 王林、木村昴                                                                                       |
| 33 | 3月16日  | 中岡創一（ロッチ）、miwa                                                                           |
| 34 | 3月23日  | 朝日奈央、Matt                                                                                     |
| 35 | 3月30日  | 岡田結実、ぺこぱ（シュウペイ・松陰寺太勇）                                                         |
| 36 | 4月6日   | 小泉孝太郎、あの                                                                                   |
| SP | 4月10日  | 中条あやみ、羽鳥慎一、澤穂希、やす子 GP帯スペシャル。全国ネット。                                  |
| 37 | 4月13日  | 梅沢富美男、ゆうちゃみ                                                                             |
| 38 | 4月20日  | 森本慎太郎（SixTONES）、本田望結                                                                   |
| 39 | 4月27日  | 中丸雄一（KAT-TUN）、池田美優                                                                      |
| 40 | 5月4日   | Aぇ! group（正門良規・末澤誠也）                                                                   |
| 41 | 5月11日  | 玉森裕太（Kis-My-Ft2）                                                                             |
| 42 | 5月18日  | 間宮祥太朗、エルフ（荒川・はる）                                                                   |
| 43 | 6月1日   | 井上咲楽、ティモンディ（前田裕太・高岸宏行）                                                       |
| 44 | 6月8日   | 西畑大吾（なにわ男子）、IKKO、大友花恋                                                             |
| 45 | 6月15日  | IKKO、神田愛花                                                                                     |
| 46 | 6月22日  | 戸塚純貴、箕輪はるか（ハリセンボン）(永瀬廉は耳の怪我で療養期間中の収録だった為お休み)             |
| 47 | 6月29日  | imase、渋谷凪咲 (永瀬廉は耳の怪我で療養期間中の収録だった為お休み)                                 |
| 48 | 7月6日   | 3時のヒロイン、増田貴久（NEWS）(炊飯器の旅ロケ) (永瀬廉は耳の怪我で療養期間中の収録だった為お休み) |
| 49 | 7月13日  | ISSA、井ノ原快彦 (永瀬廉は耳の怪我で療養期間中の収録だった為お休み)                                |
| 50 | 7月20日  | ヒコロヒー、みやぞん                                                                               |
| 51 | 7月27日  | 山崎育三郎、ゆうちゃみ                                                                             |
| 52 | 8月3日   | 佐野勇斗（M!LK）、堀田茜                                                                           |
| 53 | 8月10日  | 朝日奈央、髙嶋政宏、玉森裕太（Kis-My-Ft2）(永瀬廉の代わりにバイトレ)                               |
| 54 | 8月17日  | 伊原六花、槙野智章                                                                                 |
| 55 | 8月24日  | 戸塚純貴、ラウール（Snow Man）                                                                     |
| 56 | 8月31日  | 関口メンディー                                                                                     |
| 57 | 9月7日   | 丸山桂里奈、鈴木福、高地優吾（SixTONES）                                                           |
| 58 | 9月14日  | 錦鯉（長谷川雅紀・渡辺隆）、高橋恭平（なにわ男子）                                                 |
| 59 | 9月21日  | 玉井詩織（ももいろクローバーZ）、坂東龍汰                                                          |
| 60 | 9月28日  | 中岡創一（ロッチ）、中川大志 、えなこ                                                              |
| 61 | 10月5日  | 森泉、畑芽育                                                                                       |
| 62 | 10月12日 | 野呂佳代、関口メンディー、戸塚純貴                                                                 |
| 63 | 10月19日 | 野々村友紀子、 田中樹（SixTONES）                                                                  |
| 64 | 10月26日 | 小倉優子、向井康二（Snow Man）                                                                     |
| 65 | 11月2日  | 尾上松也、池田美優                                                                                 |
| 66 | 11月9日  | 塚本高史、森香澄                                                                                   |
| 67 | 11月16日 | 中村海人（Travis Japan）、八木勇征（FANTASTICS）                                                   |
| 68 | 11月23日 | 朝日奈央                                                                                           |
| 69 | 11月30日 | Aぇ! group（末澤誠也・小島健）、やす子                                                             |
| 70 | 12月7日  | 中岡創一（ロッチ）                                                                                 |
| 71 | 12月14日 | 松本若菜、松坂桃李                                                                                 |
| 72 | 12月21日 | なし（レギュラーメンバーのみでのロケ企画）                                                         |
| 73 | 12月28日 | 高地優吾（SixTONES）                                                                               |

### 2025年
| 回  | 放送日   | ゲスト                                                              |
| --- | -------- | ------------------------------------------------------------------- |
| 74  | 01月18日 | 鈴木亜美、戸塚純貴                                                  |
| 75  | 01月25日 | 上白石萌歌、野々村友紀子                                            |
| 76  | 02月01日 | 加藤諒、志田彩良、野波麻帆                                          |
| 77  | 02月15日 | 坂本昌行（20th Century）、生見愛瑠                                  |
| 78  | 02月22日 | 大原優乃、長尾謙杜（なにわ男子）                                    |
| 79  | 03月01日 | 渡邊圭祐、渋谷凪咲                                                  |
| 80  | 03月08日 | IMALU、工藤遥、くっきー!（野生爆弾）                                |
| 81  | 03月22日 | 櫻井翔                                                              |
| 82  | 03月29日 | 池田美優、北村匠海                                                  |
| 83  | 04月05日 | 岡田結実、hitomi                                                    |
| 84  | 04月12日 | アルコ&ピース（平子祐希・酒井健太）、 やす子、今井ミナ              |
| 85  | 04月19日 | 平愛梨、山本美月                                                    |
| 86  | 04月26日 | 速水もこみち、大友花恋                                              |
| 87  | 05月03日 | 森星                                                                |
| 88  | 05月10日 | 高橋メアリージュン、寺田心                                          |
| 89  | 05月17日 | 朝日奈央、森本慎太郎（SixTONES）                                    |
| 90  | 05月31日 | 池田エライザ、カズレーザー（メイプル超合金）                        |
| 91  | 06月07日 | 高見沢俊彦（THE ALFEE）、なえなの、 吉村崇（平成ノブシコブシ）      |
| 92  | 06月14日 | 京本大我（SixTONES）、平愛梨                                        |
| 93  | 06月21日 | 七五三掛龍也（Travis Japan）、渋谷凪咲                              |
| 94  | 06月28日 | 浅川梨奈、河井ゆずる（アインシュタイン）、 藤原丈一郎（なにわ男子） |
| 95  | 07月05日 | 吉沢亮、板垣李光人                                                  |
| 96  | 07月12日 | 蒔田彩珠、水沢林太郎                                                |
| 97  | 07月19日 | 朝日奈央、imase                                                     |
| 98  | 07月26日 | 畑芽育、渡辺翔太（Snow Man）                                        |
| 99  | 08月02日 | 安斉星来、野々村友紀子                                              |
| 100 | 08月09日 | 京本大我（SixTONES）、藤田ニコル                                    |
| 101 | 08月23日 | 川栄李奈、藤本美貴、吉村崇（平成ノブシコブシ）                      |

## コーナー
King & Princeのバイトレ
初回から放送。永瀬、髙橋がチェーン店で1日バイトに挑戦するコーナー。
怪盗メキキントレ
初回から放送。アジト集団に扮したレギュラーメンバー4人とゲストがある部屋から高額商品を盗み出すコーナー。しかし、その部屋には一見高額そうに見えるがお求めやすい商品も紛れているため、見極める必要がある。
クイズ!ワケトク物件
2023年7月8日放送分から開始。とある理由でお得な物件のお得な理由をクイズで出題し、当てていく企画。
キントレプロファイリング
2023年7月15日放送分から開始。ある大ヒット商品を作り出した人物を「重要参考人」としてスタジオに呼び出して、キンプリ、山崎、ゲストが質問しながら何の商品なのかを当てていくコーナー。
クイズもしもマネー
2023年7月22日放送分から開始。
下剋上レストラン　
2023年8月26日放送分から開始。キンプリが高級食材で、高級レストランの料理人が激安食材で料理をし、どちらが美味しいかをひとり、山崎、ゲストが判定するコーナー。
髙橋海人の炊飯器の旅
2023年8月26日放送分から開始。髙橋が街へ出向き、予算3,000円で街の人から炊き込みご飯に合う食材や調味料を買い、炊き込みご飯を作るコーナー。
逆再生クイズ
2023年9月2日放送分から開始。　　
ピンキリ調査隊　
2023年11月4日放送分から開始。永瀬チームと髙橋チームに分かれてその地にある質や対応などが素晴らしいピンとその逆のキリとなる店でロケを行う企画。
検証もしもマネー
2023年11月18日放送分から開始。髙橋がやってみたいことを実現するとどれくらいのお金がかかるのか検証する企画。
ディベトレ
2023年11月25日放送分から開始。特定のお題に対し、メンバーとゲストが持論を話し、観客の判定で1番誰の意見が共感できるかを決める企画。　
〇〇クイズ　
2023年12月2日放送分から開始。コーナー名の「〇〇」には特定の食材の名前が入り、高級食材を賭けてその食材に関連したクイズを行う企画。ラルフ鈴木が進行を担当。
突撃!まかないハンター　
2023年12月9日放送分から開始。永瀬となすなかにしが高級料理店に電話でアポ取りをして許可が取れた店のまかないを食べるコーナー。　
俺が選ぶ最強の〇〇決定戦‼︎
2024年1月13日放送分から開始。レギュラーメンバーとゲストがお題に合わせて自分が1番最強だと思うものをプレゼンし、観客や出演者の判定で1位を決めるコーナー。　
永瀬廉の潜入!寮ごはん　
2024年1月20日放送分から開始。永瀬が学生寮に潜入取材し学生たちのご飯を頂くコーナー。　
キャッチコピークイズ　
2024年2月3日放送分から開始。企業CM、広告等のキャッチコピーの空欄を当てるクイズが出題され、ポイントの多い者の優勝。安村直樹が進行を担当。
どっちが海人でSHOW　
2024年3月16日放送分から開始。キンプる。時代のコーナーが復活。プロのアーティストから髙橋海人が１日で教わり作品を制作。二つの作品のうちどちらが髙橋が作った作品かを見抜く企画。

## ネット局と放送時間
- 前身番組『King&Princeる。』からの継続放送局が多い。Tver（過去1回分）やhulu（過去1年分予定）でも各回が期間限定で配信されている。
- 2024年4月10日のGP帯スペシャルは全国ネット。

| 対象地域   | 放送局             | 系列           | 放送期間                    | 放送日時                     | ネット状況 |
| ---------- | ------------------ | -------------- | --------------------------- | ---------------------------- | ---------- |
| 関東広域圏 | 日本テレビ （NTV） | 日本テレビ系列 | 2023年7月1日 -              | 土曜 13:30 - 14:30           | 制作局     |
| 石川県     | テレビ金沢 （KTK） | 日本テレビ系列 | 2023年7月1日 -              | 土曜 13:30 - 14:30           | 同時ネット |
| 福岡県     | 福岡放送 （FBS）   | 日本テレビ系列 | 2023年7月1日 -              | 土曜 13:30 - 14:30           | 同時ネット |
| 山形県     | 山形放送 （YBC）   | 日本テレビ系列 | 2023年7月8日 -              | 土曜 12:00 - 13:00           | 遅れネット |
| 中京広域圏 | 中京テレビ （CTV） | 日本テレビ系列 | 2023年7月8日（7日深夜） -   | 土曜（金曜深夜） 1:49 - 2:49 | 遅れネット |
| 富山県     | 北日本放送 （KNB） | 日本テレビ系列 | 2023年7月19日（18日深夜） - | 水曜（火曜深夜） 0:59 - 1:59 | 遅れネット |
| 山梨県     | 山梨放送（YBS）    | 日本テレビ系列 | 2023年7月20日（19日深夜） - | 木曜（水曜深夜） 1:24 - 2:24 | 遅れネット |

### 過去のネット局
- くまもと県民テレビ（KKT・日本テレビ系列） - 2023年10月7日の土曜 13:55 - 14:55に第1回目から放送されていたが、2024年3月23日第18回目をもって放送打ち切り。
- 札幌テレビ（STV・日本テレビ系列） - 2023年7月9日（8日深夜）の日曜（土曜深夜）1:45 - 2:45に第1回目から放送されていたが、2024年3月31日（30日深夜）第34回目をもって放送打ち切り。
- 読売テレビ（ytv・日本テレビ系列） - 2023年7月19日（18日深夜）に火曜（月曜深夜）0:59 - 1:59から放送されていたが、2024年4月20日（19日深夜） 土曜（金曜深夜）0:55 - 1:55に枠移動し、放送打ち切り。

## スタッフ
- 企画・演出：前川瞳美
- ナレーター：垂木勉【毎週】、森富美（日本テレビアナウンサー）、朝倉崇【週替り】
- 構成：桜井慎一、木南広明、山形遼介
- 美術：茂木大樹
- デザイン：北村春美
- 大道具：本間未来
- 小道具：米山幸市
- 特効：堀田秀二郎【週替り】
- TM：保刈寛之
- SW：萩野高康、福田伸一郎【週替り】
- CAM：島田佳奈、川島佑介、荻野祐也、高木亮【週替り】
- MIX：依田真和、村瀬脩一【週替り】
- VE：鈴木昭博、笈川太【週替り】
- 照明：市川朋樹、仲野貴信、池長正宏【週替り】
- モニター：ミジェット
- ロケCAM：芳川和也、越郁弥、三好陽人、門倉秀樹、花岡隆太、水谷元保【週替り】
- 音効：岡田淳一
- TK：山沢啓子
- 制作進行：三上由貴
- 編集：橋本淳一郎
- MA：植木俊彦
- 宣伝：関根恵
- デスク：府川麻衣子
- ヘアメイク：KAZUOMI、奥松かつら
- スタイリスト：横田勝広、池田未来、上野真紀
- 美術協力：日本テレビアート
- CG：森三平
- リサーチ：今井紳介、相楽恵、日置アンナ（共にフォーミュレーション）【週替り】
- 技術協力：NITRO、ヌーベルアージュ【毎週】、エスパシオ、スウィッシュ・ジャパン、セッターズ、ビデオウィング、SInag Lit【週替り】
- 制作：花井理奈子、袖山恵里花、田邉愛莉、阿比留ほのほ、植木果南、青海りな、倉掛真衣、樫木咲穂、亀井幸恵、赤石美希、伊藤航、立川春樹、佐藤広大、野中里美、金濱恒太、土井涼香、中島穂香、中村花音、鄭睿頴、久世朱莉、西山千怜、新井花林、太田萌夏、鈴木杏奈、宇都宮光、久土果南、梶屋菜津美、林こはる、高田未土来、齋藤美知、宮越日美喜、湊詩織、竹下佳琳【週替り】
- 制作/プロデューサー：切替愛、影山幸子、髙橋孝平、高松明央、大橋あり、松本幸子、岩井秀行、済本明里【週替り】
- ディレクター：前田さつき、長瀬久司、小笠原将、益子さおり、吉岡大介、山口太一、石岡桜咲、田中健太、金光豪、海老澤和也、岡部知穂、松浦直人、寺尾康佑、手島美奈、島本理緒【週替り】
- チーフ/ディレクター：牧野郁人、稲元雅俊【週替り】
- チーフディレクター：中澤洋貴、尾之上祐太、山中伸二、田中克弥、小田葉月、黒石岳志、豊嶋隆一【週替り】
- プロデューサー：宮崎慶洋、清家未来（清家→2025年6月7日-）
- チーフプロデューサー：石村修司（2024年6月8日-）
- 制作協力：日企、モスキート、LOL、いまじん
- 製作著作：日本テレビ

過去のスタッフ
- 美術：木村武史
- 協力：ジャニーズ事務所
- 制作：野島彩希
- プロデューサー：渡邊菜月（2025年3月-5月31日）
- チーフプロデューサー：倉田忠明